# 斯特凡·賴納茨
斯特凡·赖纳茨（Stefan Reinartz，1989年1月1日—）是德國的一位足球運動員，在場上司職中後衛。

## 外部連結
- fussballdaten.de：Stefan Reinartz之統計數據 （德文）
- Stefan Reinartz at transfermarkt.de （德文）
- Stefan Reinartz－UEFA國際賽競賽紀錄
- 足球数据库：Stefan Reinartz的球员统计数据
- ESPN Soccernet profile Archive.today的存檔，存档日期2013-01-03